# Olga Nikitina
Olga Aleksiejewna Nikitina (ros. Ольга Алексеевна Никитина; ur. 26 listopada 1998 w Moskwie) – rosyjska szablistka, złota medalistka igrzysk olimpijskich i mistrzostw świata.
W 2015 roku zdobyła złoto w indywidualnej rywalizacji kadetek na mistrzostwach świata juniorów w Taszkencie. Na rozgrywanych rok później mistrzostwach świata juniorów w Bourges zdobyła złoto drużynowo. Następnie była najlepsza drużynowo i trzecia indywidualnie na mistrzostwach świata juniorów w Płowdiwie w 2017 roku, a na mistrzostwach świata juniorów w Weronie w 2018 roku w obu konkurencjach zdobyła złote medale.
Brała udział w igrzyskach olimpijskich w Tokio, gdzie reprezentantki Rosyjskiego Komitetu Olimpijskiego w składzie: Sofja Wielika, Sofija Pozdniakowa i Olga Nikitina zwyciężyły w rywalizacji drużynowej. Indywidualnie zajęła tam siódmą pozycję.
Złoty medal w zawodach drużynowych zdobyła także na mistrzostwach świata w Budapeszcie w 2019 roku. Wynik ten Rosjanki z Nikitiną w składzie powtórzyły także podczas mistrzostw Europy w Düsseldorfie (2019).